# Салихов, Рафаэль Гирфанович
Рафаэль Гирфанович Салихов (11 апреля 1932, д. Старомусино, Кармаскалинский район, Башкирская АССР — 25 марта 2017, Уфа, Башкирия, Российская Федерация) — советский и российский театральный актёр, Народный артист Республики Башкортостан (1993).

## Биография
Родился в семье сельских тружеников.
В 1949 году окончил Башкирское театрально-художественное училище (курс Кашфельгилема Гадельшина). По распределению приехал работать в Аургазинский колхозно-совхозный театр, который в 1956 году был переведен из села Толбазы в город Салават и получил там современное название, здание театра.
Вся дальнейшая творческая жизнь актёра связана с Салаватским башкирским драматическим театром.
Рафаэль Салихов — поющий драматический актёр, идеальный типаж лирического героя. В молодости он в основном играл героев-любовников, был незаменим в традиционной музыкальной мелодраме.

## Роли в спектаклях
- Драма М.Файзи «Галиябану»
- Булат в мелодраме К.Тинчурина «Голубая шаль»
- Аскер в музыкальной комедии У.Гаджибекова «Аршин мал-алан»
- Закир в инсценировке по повести М. Гафури «Черноликие»
- Айбулат в инсценировке по роману Х. Давлетшиной «Иргиз»
- Фёдор в драме «В поисках радости» и Михаил в драме «В день свадьбы»
- Ябагаев в драме М.Карима «Страна Айгуль»
- Нуритдин в драме Т. Абдумомунова «Обжалованию не подлежит»
- Махмуди в драме А.Мирзагитова «Огненный вихрь»
- Абдуллув в народной комедии Ф. Булякова «Выходили бабки замуж» (постановка В. Сайфуллина)
- Исламгали в спектакле по пьесе А. Мирзагитова «Матери ждут сыновей».

## Награды и премии
- Орден «Знак Почёта» (1986).
- Медаль «Ветеран труда» (1978).
- Народный артист Республики Башкортостан (1993).
- Заслуженный артист Башкирской АССР (1972).
- Награждён многочисленными дипломами и почётными грамотами.

## Семья
- Салихов Азамат Рафаэлевич — директор ГТРК «Башкортостан».
- Салихов Аяз Рафаэлевич (младший сын).
- Салихова Венера Миннулловна(супруга).